# Dó giấy
Dó giấy hay dó gân, dó Balansa, dó rừng (danh pháp khoa học: Rhamnoneuron balansae) là một loài cây bụi hay cây gỗ nhỏ, lá thường xanh hoặc sớm rụng, thuộc họ Thymelaeaceae.

## Lịch sử phân loại
Năm 1889, Emmanuel Drake del Castillo mô tả loài Wikstroemia balansae theo mẫu mà Benjamin Balansa thu thập tại Bắc Bộ năm 1885, 1887 và 1888. Năm 1894, Ernest Friedrich Gilg thiết lập chi Rhamnoneuron và chuyển nó sang như là loài duy nhất của chi này. Năm 1999, Josef Jakob Halda coi Rhamnoneuron như là một phân chi trong chi Daphne và tạo ra danh pháp  Daphne balansae.

## Mẫu định danh
Các mẫu định danh hiện lưu giữ tại Bảo tàng Lịch sử Tự nhiên Quốc gia Pháp, trong đó:
- Lectoptype: MNHN-P-P00713418
- Isolectoptype: MNHN-P-P00713419 và MNHN-P-P00713420.

## Mô tả
Loài cây bụi hay cây gỗ nhỏ cao 2,0 đến 4,0 m, đôi khi tới 10m. Các cành nhỏ thanh mảnh, có lông rậm áp ép hoặc không lông, mọc thẳng đứng màu nâu. Cuống lá 1-3mm có lông tơ thưa thớt và có cánh. Phiến lá hình trứng hoặc thuôn dài tới hình mũi mác, kích thước (8-)10-19 × 2,5-5,5 cm, lông tơ áp ép xa trục, không lông gần trục, đáy lá hình nêm hay nêm rộng, hiếm khi thuôn tròn, nhọn đỉnh, gân bên 19-24 đôi, hơi cong hướng lên, rõ nét. Lá mọc so le. Cụm hoa đầu cành hoặc đôi khi ở nách lá, hình đầu, kiểu chùy hoa, cụm hoa tán đơn vị gồm 4 hoa, cuống hoa 1,5–2 cm, mượt như lụa, lá bắc tổng bao 2. Đài hoa đỏ, khoảng 12 mm, bên ngoài mượt như lụa, thùy 4 mọc thẳng, hình trứng, khoảng 2,5 mm. Hoa màu trắng, lưỡng tính. Nhị 8, lồng vào ống đài, xếp thành 2 vòng không dài bằng nhau, chỉ nhị dài khoảng ½ bao phấn. Bao phấn thuôn dài khoảng 1,5 mm. Đĩa mật hình chén cao 1,5–2 mm. Mép lượn sóng. Bầu nhụy rậm lông trắng, vòi nhụy ngắn, đầu nhụy gần hình cầu. Quả hạch hình thoi, khoảng 7–8 mm, xa trục rậm lông trắng hay vàng nhạt, che phủ bởi đài hoa bền. Hạt hình thoi dài 6mm, rộng 1,5-2,0 mm. Ra hoa khoảng tháng 3. Nó thường được tìm thấy trong rừng ở cao độ 900-1.200 m.

## Phân bố
Là loài bản địa huyện Bình Biên (đông nam tỉnh Vân Nam, Trung Quốc) và miền bắc Việt Nam (các tỉnh Lai Châu, Yên Bái, Phú Thọ, Lạng Sơn, Hà Nội, Hòa Bình, Quảng Ninh, được trồng ở vài nơi khác). Tại Trung Quốc nó được gọi là 鼠皮树 (thử bì thụ, cây da chuột).

## Sử dụng
Tại tỉnh Bắc Ninh, sợi vỏ cây của nó được thu hoạch để làm giấy dó.